# Região de Planejamento do Médio Parnaíba

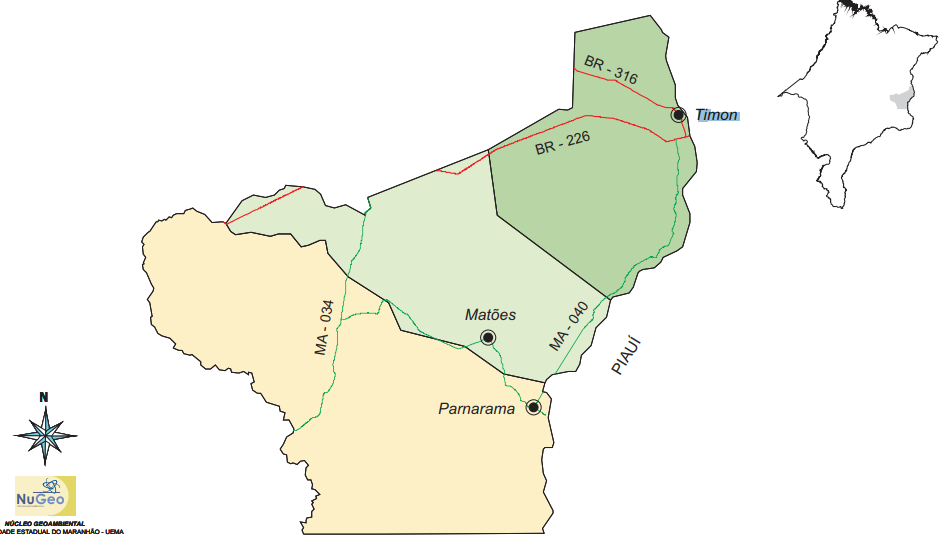
Região de Planejamento do Médio Parnaíba e sua localização dentro do Estado do Maranhão

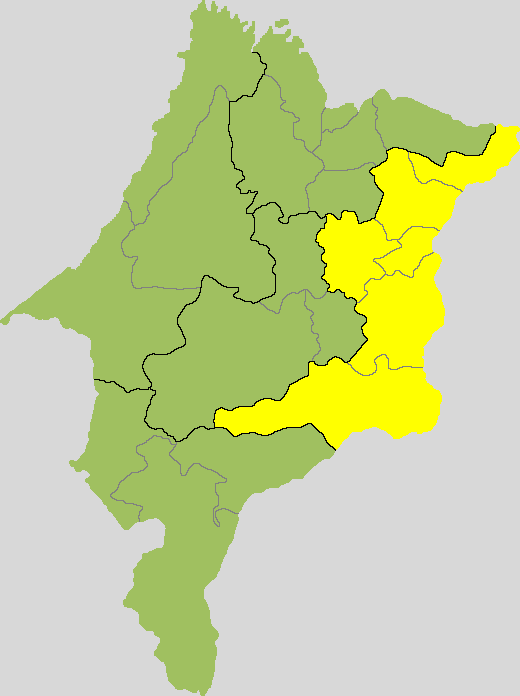
Médio Parnaíba fica no Leste Maranhense

A Região de Planejamento do Médio Parnaíba é uma das 32 regiões administrativas do estado do Maranhão, no Brasil. Formada por três municípios, localiza-se na região Leste do Estado.

## Formação
A Região é formada pelos municípios de Matões, Buriti Bravo, Parnarama e Timon e comporta uma população de 260 mil habitantes (IBGE/2021).
Com aproximadamente 171 mil habitantes, Timon é a cidade polo da Região.
É a sexta região mais densamente povoada atrás de, respectivamente: Ilha do Maranhão, Médio Mearim, Eixos Rodo-Ferroviários, Mearim e Baixada Maranhense